# Burkina institute of technology

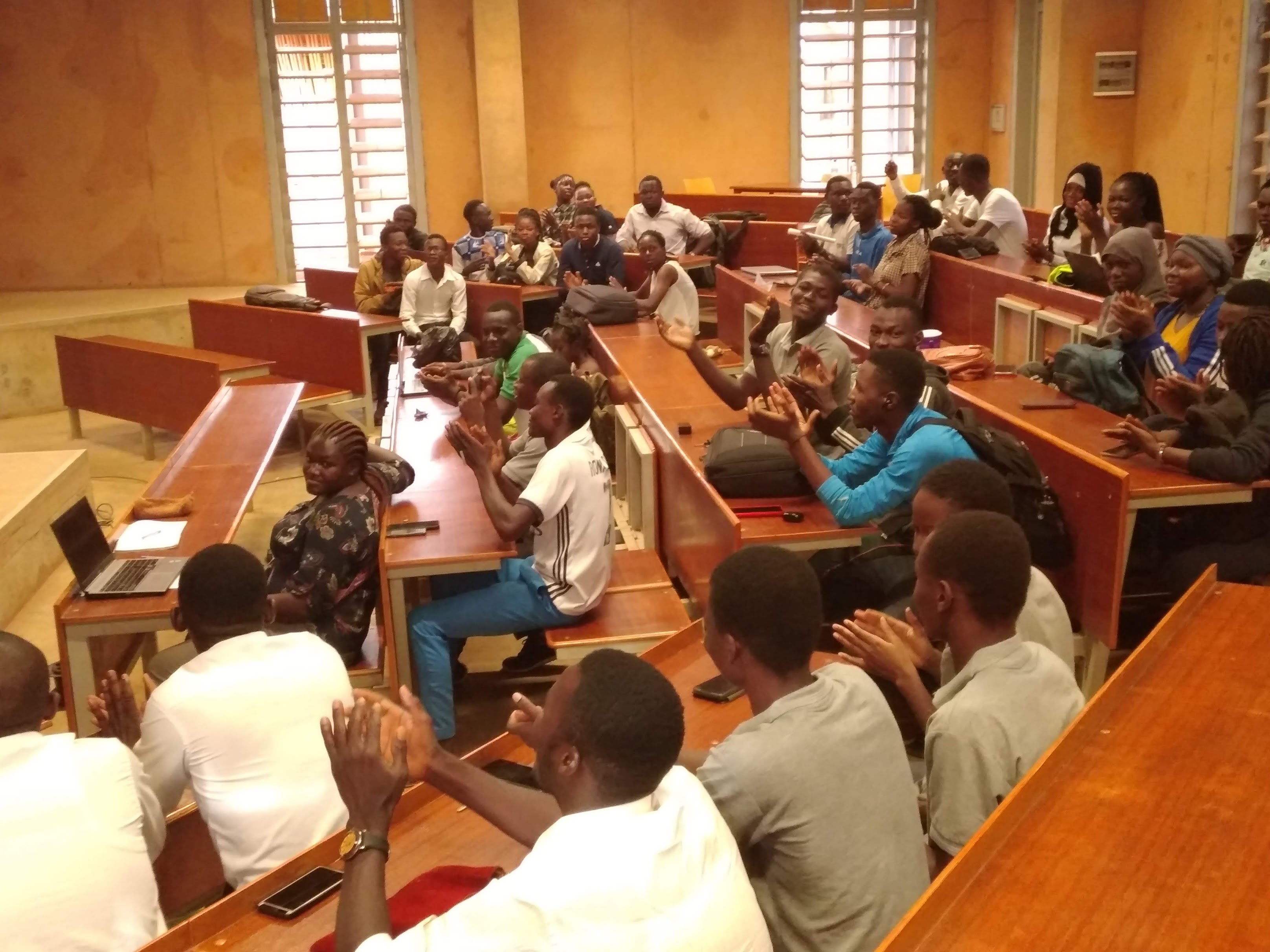
Amphi 100 de BIT

Burkina Institute of Technology est une université privée anglophone située à Koudougou, au Burkina Faso. La fondatrice et actuelle présidente est Susanne Pertl.

## Histoire
L'université, fondée en 2017, commence ses activités au semestre d'hiver 2018-2019.
Dans le rapport sur les résultats du suivi et du contrôle des établissements d'enseignement supérieur privés, BIT a été récompensée par une note moyenne de 18,10, ce qui en fait le meilleur établissement d’enseignement supérieur privé en 2019.
Le bâtiment universitaire a été conçu par Diébédo Francis Kéré, lauréat du Prix Pritzker.

## Organisation
La Burkina Institute of Technology se compose de deux départements, le département d'ingénierie et le département des sciences. Le Département d'ingénierie propose des programmes de licence de six semestres en génie électrique et en génie mécanique. L'informatique peut être suivie sous forme de licence et de maîtrise au Département des sciences. Les études commencent au semestre d'hiver. Les conférences ont lieu en personne et en ligne.